# Fort Karola

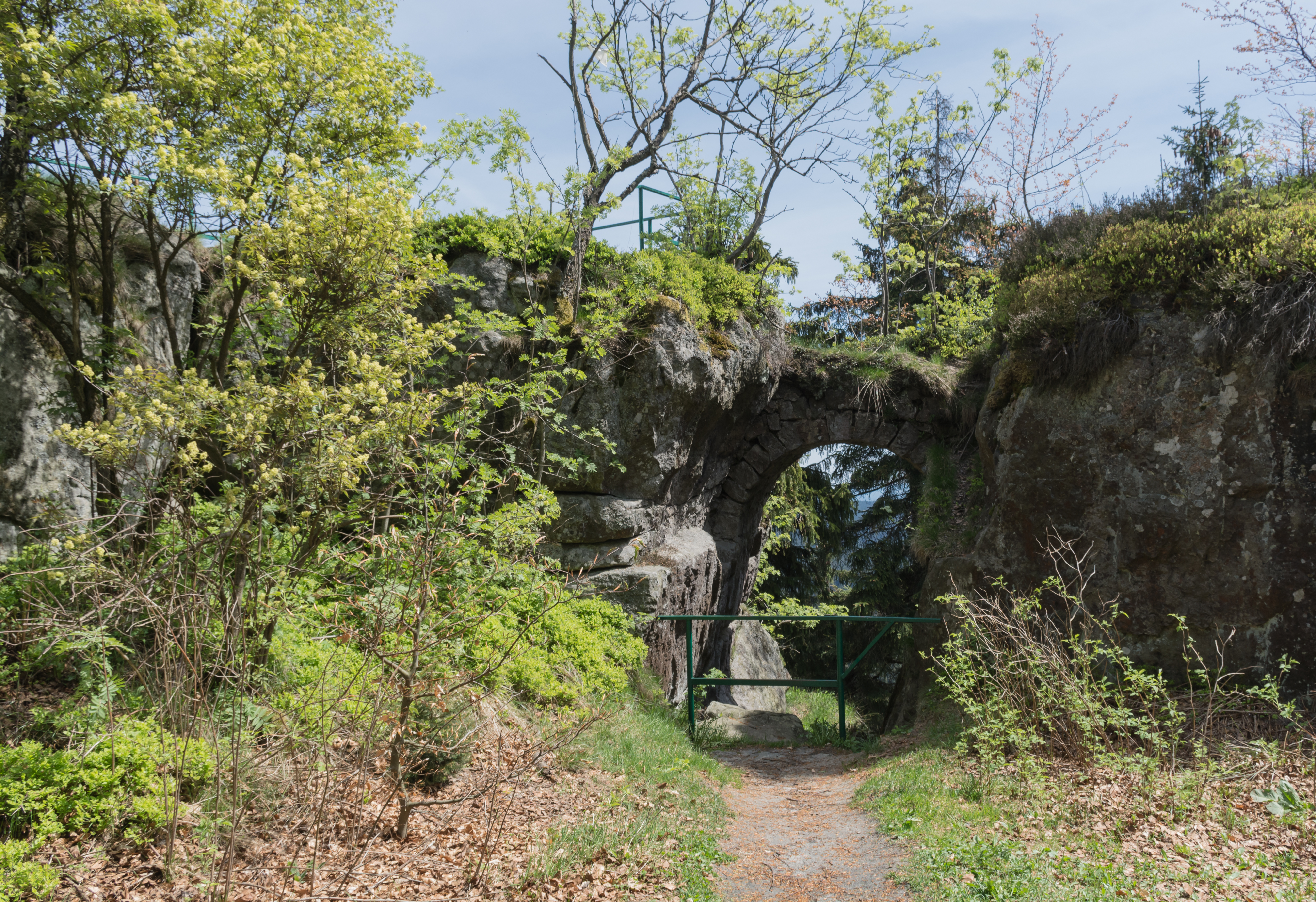
Fragmenty bramy

Fort Karola (niem. Blockhaus, Fort Carl) – pozostałości fortu na Górze Ptak (841 m n.p.m.) koło Lisiej Przełęczy. Fort wybudowano w 1790 r., z rozkazu króla Prus Fryderyka Wilhelma II jako niewielką strażnicę na granicy Prus i Austrii z kilkuosobową załogą, strzegącą drogi do Radkowa (Szosa Stu Zakrętów).

## Historia
Aby przygotować się na ewentualny atak, postanowiono zbudować szereg twierdz, wspomagających je fortów i blokhauzów. Budowniczym Fortu Karola (nazwanego tak na cześć cesarza Karola VI) był major Bonawentura von Rauch (któremu pomagał syn, w 1790 świeżo upieczony absolwent wojskowej Akademii Inżynieryjnej w Poczdamie, późniejszy generał i pruski minister wojny Gustav von Rauch). Rauch za namową sołtysa Karłowa Franza Pabla planował zbudowanie kolejnej twierdzy na Szczelińcu. W zamyśle miał być to fragment systemu obronnego powiązanego z twierdzą w Srebrnej Górze. Przy wznoszeniu fortu wykorzystano znajdujące się na miejscu piaskowcowe skały, które włączono również w system obronny. Za zasługi poniesione przy budowie fortu Bonawentura von Rauch został mianowany majorem, a sołtys Karłowa Franz Pabel pierwszym w historii mianowanym przewodnikiem górskim, z prawem pobierania opłat.

Zmiany polityczne spowodowały przerwanie prac przy budowie Fortu Karola. Udostępniono dla zwiedzających tarasy widokowe na Szczelińcu Wielkim i w Forcie Karola. W XIX wieku fort został opuszczony i zaczął popadać w ruinę. 

## Architektura
Do chwili obecnej zachowały się jedynie fragmenty muru z resztkami bramy i oknem, schody oraz platforma widokowa. Wewnątrz fortu znajduje się otoczony niegdyś murami dziedziniec o wymiarach 10x14 m, z którego prowadzą schodki na platformę (punkt widokowy) z wmurowanym postumentem z zaznaczonymi stronami świata.

## Szlaki turystyczne
Obok fortu przechodzi  żółty szlak z Dusznik-Zdroju do Karłowa.

## Podobne fortyfikacje w okolicy
Niedaleko, w odległości 1,7 km położona była inna placówka ostrzegawcza z tego okresu – Bateria nad Pasterką. Nie zachował się Fort na Szczytniku w Górach Stołowych, na miejscu którego w latach 1831–1837 wybudowano Zamek Leśna. Dalsze, równie słabo zachowane jak Fort Karola, pozostałości fortów na ziemi kłodzkiej znajdują się w Górach Bystrzyckich: na Kamiennej Górze koło Pokrzywna: Fort Fryderyka (niem. Fort Friedrich) nazywany wcześniej Blockhaus i koło wsi Huta: Fort Wilhelma (niem. Fort Wilhelm).